# Pioprosopus
Pioprosopus is een geslacht van kevers uit de familie van de loopkevers (Carabidae). De wetenschappelijke naam van het geslacht is voor het eerst geldig gepubliceerd in 1899 door Tschitscherine.

## Soorten
Het geslacht Pioprosopus omvat de volgende soorten:
- Pioprosopus aemulus Tschitscherine, 1902
- Pioprosopus bottoi Straneo, 1959
- Pioprosopus discrepans Tschitscherine, 1902
- Pioprosopus milloti Jeannel, 1948
- Pioprosopus morio Tschitscherine, 1899